# Sky News (Australie)
Sky News est une chaîne de télévision d'information en continu australienne disponible auprès de 2 500 000 foyers sur les réseaux Foxtel, Austar, Optus et Neighbourhood Cable (en). Elle est également disponible en Nouvelle-Zélande sur les réseaux Sky Television et Vodafone (en).

## Historique
Lancée le 19 février 1996, Sky News Australia est la première chaîne d'information en continu diffusée sur la télévision australienne. Sky News a été ajoutée à Austar le 1er avril 2000. En 2008, Sky News a lancé la chaîne économique Sky News Business Channel. Sky News a commencé à émettre en résolution écran large le 17 mai 2009.
Au lancement, son propriétaire (Australian News Network) est détenu conjointement par la société Sky britannique et les diffuseurs australiens Seven et Nine. Depuis sa reprise en main par la société News Corp Australia appartenant à Rupert Murdoch en 2016, Sky News Australia prend une direction nettement orientée vers le conservatisme. Elle se voit ainsi régulièrement comparée à la chaîne d'informations américaine Fox News et adopte un ton par certains aspects comparable à la française CNews. Durant la pandémie de Covid-19, elle donne ainsi la parole à de nombreux acteurs opposés aux mesures sanitaires prises en Australie et ailleurs dans le monde.

## Présentateurs

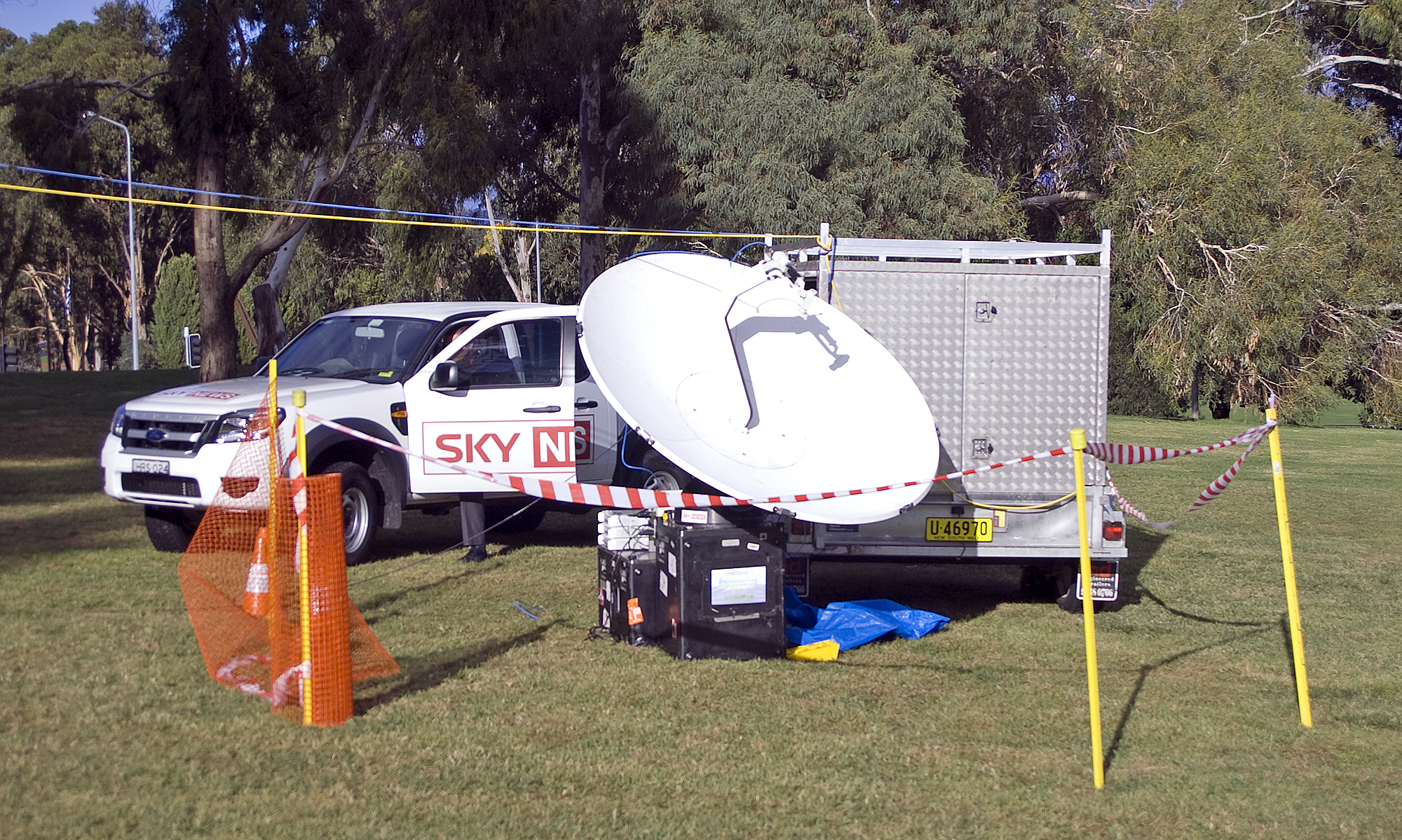
Équipements extérieurs de diffusion de Sky News Australia.

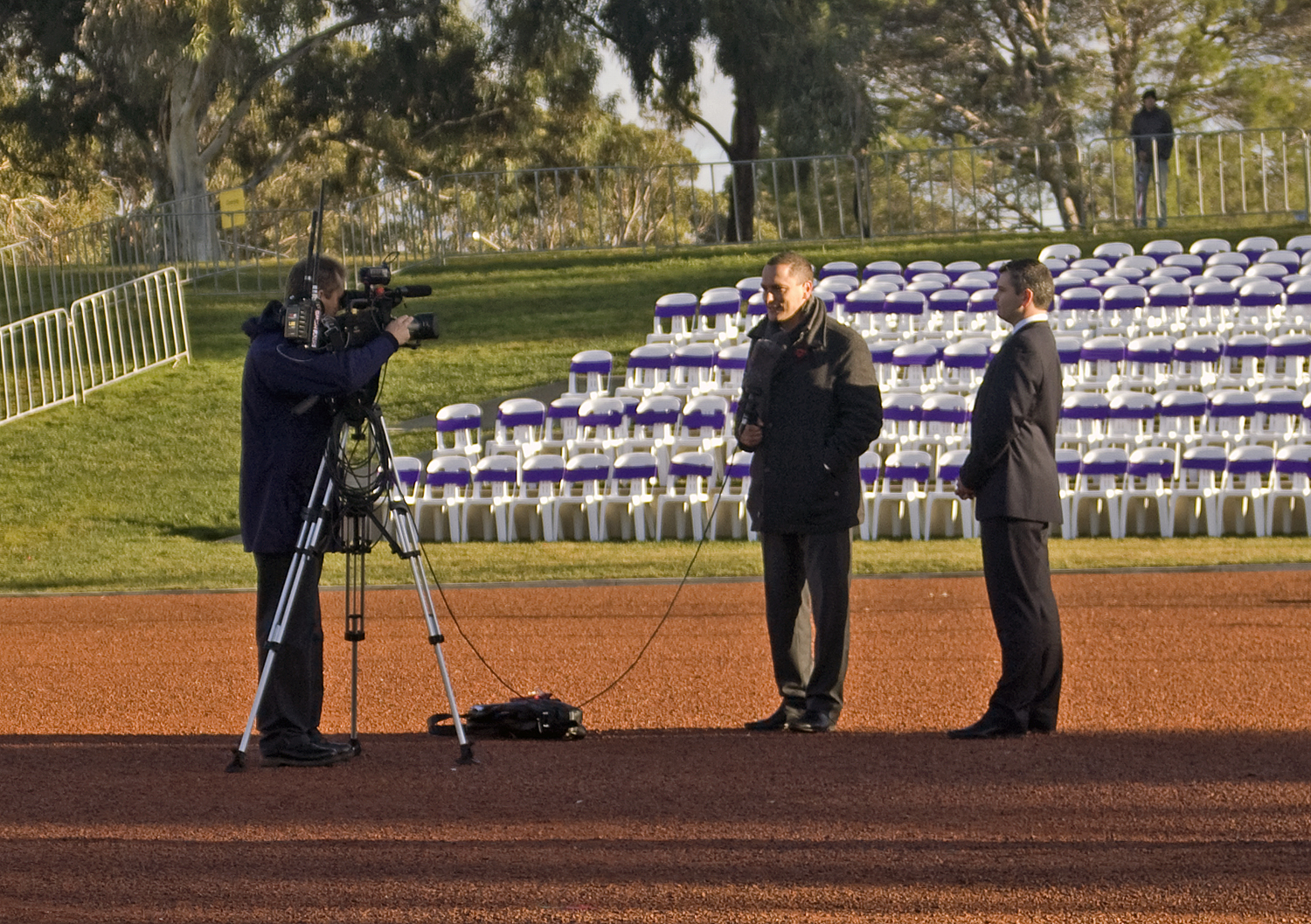
Le reporter Kieran Gilbert au mémorial australien de la guerre à Canberra.

### Actuels

#### Lundi au vendredi
- David Speers (en) – PM Agenda
- Stan Grant (en) – Reporting Live
- Peter van Onselen (en) – PVO NewsHour
- Helen Dalley (en) – The Dalley Edition
- Paul Murray (radio presenter) (en) – Paul Murray Live
- Erin Molan – Erin (les vendredis à 17:00)

#### Sport
- James Bracey (en)

#### Bureaux de Canberra
- David Speers (en) –

#### Jokers
- Tracey Spicer
- Tim Webster

### Anciens présentateurs
- Georgie Gardner (en)
- John Mangos (en)
- Samantha Armytage (en)
- Amber Sherlock (en)
- David Koch (en)
- Leigh Hatcher (en)
- Prue Lewarne
- Melanie McLaughlin (en)
- Kelly Nestor (en)
- Juanita Phillips (en)
- Karen Tso (en)
- Terry Willesee (en)
- Chris Roe (en)
- Michael Willesee, Jr. (en)

## Programmes
- Agenda
- First Edition
- Hinch Live (à partir du 31 janvier 2015)
- Keneally and Cameron
- Paul Murray Live
- PVO Newshour
- Reporting Live
- Richo
- Richo + Jones
- ShowBiz
- SportsNight with James Bracey
- The Cabinet
- The Dalley Edition
- The Nation with David Speers
- Viewpoint

### Anciens programmes
- Showdown (remplacé par Richo + Jones en 2014)
- The Contrarians (remplacé par Keneally and Cameron le 12 septembre 2014)
- Friday Live (dernière émission le 12 décembre 2014)

## Bureaux

### Principaux bureaux
- Sydney, New South Wales, Australie : siège australien de Sky News
- Melbourne, Victoria, Australie : Sky News (Studio secondaire)
- Canberra, Australian Capital Territory, Australie: Studio des affaires gouvernementales
- Auckland, Nouvelle-Zélande : Sky News New Zealand

### Bureaux mineurs (en Australie)
- Brisbane, Queensland
- Perth (Australie-Occidentale), Australie-Occidentale
- Adélaïde (Australie), Australie-Méridionale
- Hobart, Tasmanie
- Darwin, Territoire du Nord

### Bureaux étrangers
- Londres, Royaume-Uni : par le biais de Sky News UK
- New York City, New York, États-Unis : par l'intermédiaire de Fox News

## Récompenses
Entre 2007 et 2013, la chaîne a raflé plusieurs ASTRA Awards.

## Entreprise
La société mère de Sky News Channel, Australian News Channel Pty Ltd, est détenue respectivement par British Sky Broadcasting, Seven Media Group et Nine Entertainment Co..

## Sky News Business Channel
Le 7 janvier 2008, Sky News Australia lance Sky News Business Channel, une chaîne de télévision diffusant des nouvelles financières 24 heures sur 24 et 7 jours sur 7, disponible à l'échelle nationale sur la plateforme de souscription Foxtel et par mobile via FoxtelGo.